# Safford (Arizona)
Pour les articles homonymes, voir Safford.
Safford est une ville et le chef-lieu du comté de Graham en Arizona.
Safford est desservie par le Safford Municipal Airport (code AITA : SAD, OACI KSAD, FAA LID: SAD).
Le Gila College, du nom de la rivière Gila, un affluent du Colorado, se trouve à Safford, où a étudié Henry Eyring.
Aux environs de Safford se trouve le Mount Graham International Observatory, dans le désert de Sonora.

## Démographie
| 1880 | 1910 | 1920  | 1930  | 1940  | 1950  |
| ---- | ---- | ----- | ----- | ----- | ----- |
| 173  | 929  | 1 336 | 1 706 | 2 266 | 3 756 |

| 1960  | 1970  | 1980  | 1990  | 2000  | 2010  |
| ----- | ----- | ----- | ----- | ----- | ----- |
| 4 648 | 5 493 | 7 010 | 7 359 | 9 232 | 9 566 |